# Dévényújfalu vasútállomás
Dévényújfalu megállóhely Dévényújfalun, a Pozsonyi IV. járásban van, melyet a Železničná spoločnosť Slovensko a.s. üzemeltet.

## Vasútvonalak
Az állomást az alábbi vasútvonalak érintik:
- Pozsony–Marchegg-vasútvonal
- Pozsony–Břeclav-vasútvonal

## Kapcsolódó állomások
A vasútállomáshoz az alábbi állomások vannak a legközelebb:
- Marchegg vasútállomás
- Dévénytó megállóhely
- Lamacs vasútállomás

## Forgalma
| Járat            | Útvonal | Gyakoriság |             |
| ---------------- | ------- | --- | ----------- |
| Regional-Express | REx     | Pozsony főpályaudvar – Dévényújfalu – Marchegg – (Breitensee b.Marchegg – Schönfeld-Lassee – Untersiebenbrunn –) Siebenbrunn-Leopoldsdorf – (Glinzendorf – Raasdorf –) Wien Hausfeldstraße – Wien Stadlau – Wien Simmering – Wien Hauptbahnhof | Óránként    |
| személyvonat     | Os      | Pozsony főpályaudvar – Vöröshíd – Lamacs – Dévényújfalu – Dévénytó – Zohor – Detrekőcsütörtök – Malacka – Nagylévárd – Pozsonyzávod – Morvaszentjános – Székelyfalva – Jókút                                                                   | Napi 10 pár |